# サンティアゴ・デル・エステロ州
サンティアゴ・デル・エステロ州（サンティアゴ・デル・エステロしゅう、スペイン語: Provincia de Santiago del Estero）はアルゼンチンの州である。人口は1,054,028人（2022年国勢調査）。
州都はサンティアゴ・デル・エステロ。

## 隣接州
- サルタ州
- チャコ州
- サンタフェ州
- コルドバ州
- カタマルカ州
- トゥクマン州

## 下位行政区画
1. アギーレ・デパルタメント（英語版）
2. アルベルディ・デパルタメント（英語版）
3. アタミスキ・デパルタメント（英語版）
4. アベジャネーダ・デパルタメント (サンティアゴ・デル・エステロ州)（英語版）
5. バンダ・デパルタメント（英語版）
6. ベルグラーノ・デパルタメント (サンティアゴ・デル・エステロ州)（英語版）
7. カピタル・デパルタメント (サンティアゴ・デル・エステロ州)（英語版）
8. チョージャ・デパルタメント（英語版）
9. コポ・デパルタメント（英語版）
10. フィゲロア・デパルタメント（英語版）
11. ヘネラル・タボアーダ・デパルタメント（英語版）
12. グアサジャン・デパルタメント（英語版）
13. ヒメネス・デパルタメント（英語版）
14. フアン・フェリペ・イバーラ・デパルタメント（英語版）
15. ロレート・デパルタメント（英語版）
16. ミトレ・デパルタメント（英語版）
17. モレーノ・デパルタメント（英語版）
18. オホ・デ・アグア・デパルタメント（英語版）
19. ペジェグリーニ・デパルタメント（英語版）
20. ケブラーチョス・デパルタメント（英語版）
21. リバダビア・デパルタメント (サンティアゴ・デル・エステロ州)（英語版）
22. ロブレス・デパルタメント（英語版）
23. リオ・オンド・デパルタメント（英語版）
24. サラビーナ・デパルタメント（英語版）
25. サン・マルティン・デパルタメント (サンティアゴ・デル・エステロ州)（英語版）
26. サルミエント・デパルタメント (サンティアゴ・デル・エステロ州)（英語版）
27. シリピカ・デパルタメント（英語版）